# Deserto di Bory Dolnośląskie

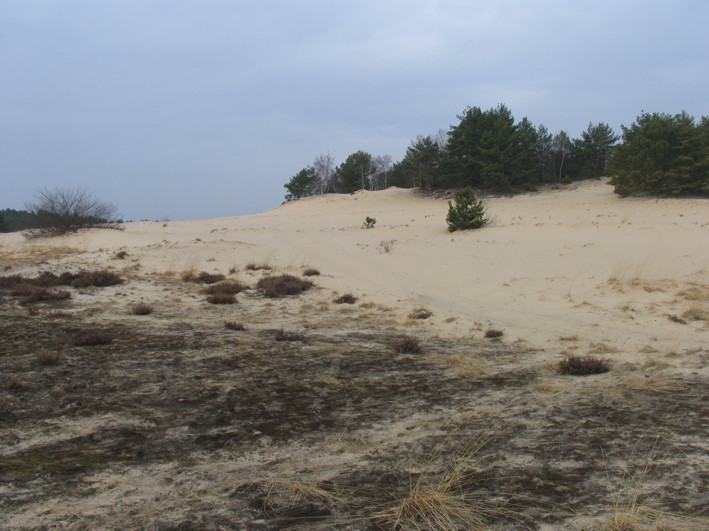
Deserto di Bory Dolnośląskie

Il deserto di Bory Dolnośląskie è un deserto che si estende per 40 chilometri quadrati nell'ampia distesa di Bory Dolnośląskie, nel sud-ovest della Polonia, nel voivodato della Bassa Slesia e in quello di Lubusz. Si trova al confine tra la Germania e la Polonia segnato dal fiume Nysa Łużycka.